# Noël Liétaer
Noël Liétaer est un footballeur international français, né le 17 novembre 1908 à Neuville-en-Ferrain et mort le 21 février 1941 à Rostock. Il fut l'un des joueurs sélectionnés pour disputer la Coupe du monde 1934.

## Biographie
En tant que milieu de terrain, il est international français à sept reprises (1933-1934) pour aucun but. Sa première sélection est obtenue le 25 mai 1933, à Colombes, contre le Pays de Galles (1-1). Sa dernière sélection est le 16 décembre 1934, à Paris, contre la Yougoslavie (3-2).
Il participe à la Coupe du monde de football 1934, en Italie. Noël Liétaer est alors titulaire à son poste. La France est battue par l'Autriche (2-3 ap) et est éliminée au premier tour.
Il joue dans deux clubs de la région du Nord-Pas-de-Calais : l'US Tourcoing et l'Excelsior Athlétic Club de Roubaix.
Avec l'Excelsior de Roubaix, il remporte la coupe de France en 1933.
Militaire du 100e régiment d'infanterie lors de la Seconde Guerre mondiale, il meurt d'une maladie contractée en service à Rostock en 1941. Un stade de sa ville natale porte son nom.

## Clubs
- US Tourcoing
- 1932-1939 : Excelsior Athlétic Club de Roubaix

## Palmarès
- Coupe de France de football
  - Vainqueur en 1933